# Mémoire effacée
Pour les articles homonymes, voir Forgotten.
Pour plus de détails, voir Fiche technique et Distribution.
Mémoire effacée ou L'Oubli au Québec (The Forgotten) est un film américain réalisé par Joseph Ruben, sorti en 2004.

## Synopsis
Telly Paretta croit avoir eu un fils, Sam, qui serait décédé dans un crash d'avion.  Son époux Jim, quant à lui, dit qu'ils n'ont jamais eu d'enfant. Munce, son psychologue, croit qu'elle imagine une vie qui n'a jamais existé et envisage de la faire hospitaliser. Telly s'enfuit et fait la rencontre d'un homme (Ash), qui avance être le père de Lauren, une amie de son présumé fils disparu. Réfugiée chez Ash, Telly trouve des preuves de l'existence de Lauren. Malgré cela, Ash soutient n'avoir jamais eu d'enfant et appelle la police. Telly est arrêtée par deux agents fédéraux. Au moment où les agents voulaient l'emmener, Ash se souvient d'avoir eu une fille et permet à Telly d'échapper à la NSA. Par la suite, elle rencontre son mari Jim, mais il ne se souvient plus d'elle.
Parallèlement, une inspectrice de la police de New York, Anne Pope, suit l'affaire et refuse d'être dessaisie par la NSA. Elle croit que Telly dit vrai.
Telly et Ash se retrouvent et se cachent dans un chalet. Là, ils capturent un agent durant la nuit et lui font avouer sous la menace, que le gouvernement coopère avec « eux » pour le bien de l'humanité. Par la suite, Telly rencontre ensuite le Dr Munce qui lui aussi travaille avec « eux », et n'arrive pas à expliquer comment elle a pu garder les souvenirs de son fils. Il lui conseille d'oublier son fils car selon lui personne ne peut « les » arrêter.
Telly rencontre l'un des hommes qui mènent les expériences, qui comme l'a découvert l'inspectrice Pope, s'avère être une créature non humaine. Il lui explique qu'elle fait partie d'une expérience. Elle refuse d'oublier son fils. Il l’oblige à se rappeler sa première vision de son fils, lors de sa naissance. Il réussit alors à effacer tous ses souvenirs, mais elle se rappelle avoir été enceinte et, de là, récupère sa mémoire. Elle retrouve sa vie d'avant, avec son fils, mais se souvient de tout. Elle rencontre ensuite Ash dans un parc mais, comme Sam, il ne se souvient de rien.

## Fiche technique
- Titre : Mémoire effacée
- Titre original : The Forgotten
- Réalisation : Joseph Ruben
- Scénario : Gerald Di Pego
- Producteurs : Bruce Cohen, Dan Jinks et Joe Roth
- Producteurs exécutifs : Todd Garner et Steve Nicolaides
- Musique : James Horner
- Photographie : Anastas N. Michos (de)
- Cadreur : Daniel Moder
- Montage : Richard Francis-Bruce
- Casting : Margery Simkin
- Concepteurs des décors : Bill Groom
- Directeur artistique : Paul D. Kelly
- Décors : Susan Bode
- Costumes : Cindy Evans
- Budget : 42.000.000 $
- Recettes : 117.592.831 $
- Société de production : Revolution Studios - Jinks/Cohen Company - Visual Arts Entertainment
- Société de distribution : Columbia Pictures
- Pays d'origine :
- Langue : Anglais
- Formats : 1.85 : 1 | Couleur DeLuxe | 35 mm
- Son : Dolby Digital | DTS | SDDS
- Genre : thriller, science-fiction
- Durée : 91 minutes
- Date de sortie : 
  - États-Unis : 24 septembre 2004
  - France : 1er décembre 2004

## Distribution
- Julianne Moore (VF : Ivana Coppola et VQ : Valérie Gagné) : Telly Paretta
- Dominic West (VF : Eric Herson-Macarel et VQ : Marc-André Bélanger) : Ashley "Ash" Correll
- Gary Sinise (VF : Bernard Gabay et VQ : Jean-Luc Montminy) : Dr Munce
- Alfre Woodard (VF : Pauline Larrieu et VQ : Sophie Faucher) : l'inspecteur Anne Pope
- Linus Roache (VF : Pierre Tessier et VQ : Alain Zouvi) : l'extra-terrestre
- Anthony Edwards (VF : Thierry Ragueneau et VQ : Jacques Lavallée) : Jim Paretta
- Christopher Kovaleski (VF : Martin Faliu) : Sam
- Kathryn Faughnan (VF : Camille Timmerman et VQ : Sarah-Jeanne Labrosse) : Lauren Correll
- Ann Dowd : Eileen

## Accueil critique
Le film a reçu des critiques négatives. Sur Rotten Tomatoes seulement 30 % des 166 critiques récoltées était favorables. Sur Metacritic, il obtient une note de 43 sur 100

## Box-office
Le film est sorti le 24 septembre 2004 dans les salles aux États-Unis et au Canada et récolte 21 millions de dollars durant son premier weekend, se classant no 1 au box-office. Le film récolte 117,5 millions de dollars dans le monde entier